# Магістраль М7 (Білорусь)
Магістраль М7 — автомагістраль у Білорусі. Веде від Мінська до кордону з Литвою, далі йдучи до Вільнюса по литовській магістралі A3. Є частиною європейського маршруту E28 і гілки B пан'європейського транспортного коридору IX. Магістраль починається від перетину вулиці Прітицкого з Мінською кільцевою автомобільною дорогою (М9) і йде на захід, протягом 47 км збігаючись із магістраллю М6. Дорога відгалужується від магістралі М6 в районі Воложина і йде на північний захід повз Ошмяни до прикордонного переходу Кам'яний Лог.
Протяжність траси становить близько 139 км.